# 电影片（数字）技术合格证
电影片（数字）技术合格证，曾是中华人民共和国境内以数字影片形式公映的电影的前置审查文件之一。依据2011年实行的《电影数字母版技术审查管理办法（暂行）》，取得该合格证后，即意味着该数字影片的视听质量符合广电行业标准《电影送审数字母版声画技术质量主观评价办法》的要求，可以获得本许可证，在中国境内上映。

## 历史

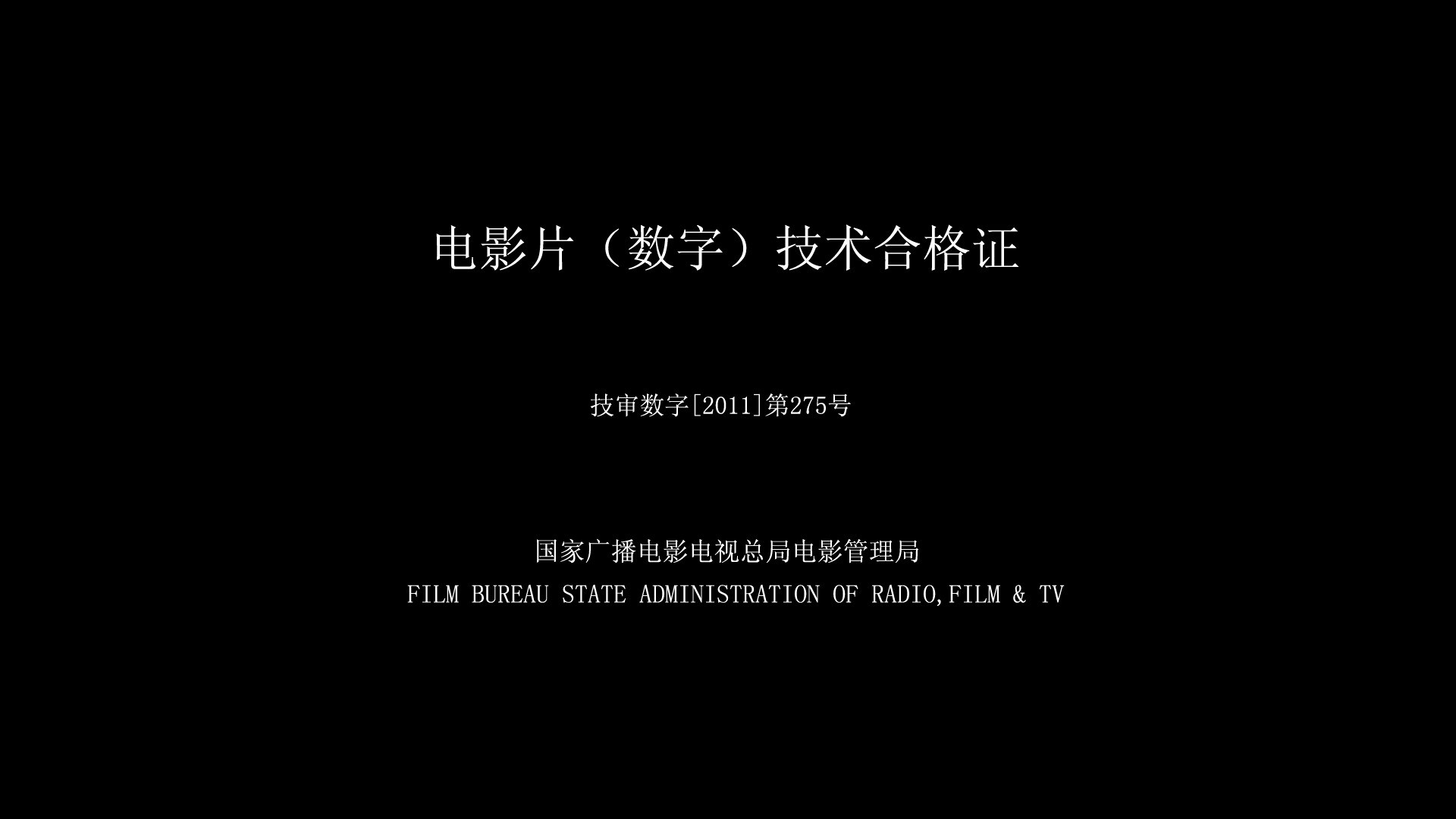
电影片（数字）技术合格证样例

原国家新闻出版广电总局电影局下设的技术部门曾在电影申请电影公映许可证进入终审阶段时，同时对数字母版进行技术审查，以确保电影片的视听质量符合广电行业标准《电影送审数字母版声画技术质量主观评价办法》（GD/J033-2010）的要求。在数字母版经过技术审查后，审查机关会在发给纸质版《电影片公映许可证》的同时发放纸质版、光盘版《电影片（数字）技术合格证》，并要求电影制片单位将《技术合格证》数字影像画面自行接在留存的电影数字母版片尾“摄制单位”字幕画面之后。
在2011年5月前，对于送审的数字母版，由中国电影资料馆视情况发放三千五百元或三万元人民币补贴，母版由电影审查机关送资料馆保存。《中华人民共和国电影产业促进法》于2017年3月1日正式生效后，国家新闻出版广电总局电影局为贯彻落实《电影产业促进法》相关精神，宣布《电影片公映许可证》是电影片准予公映的唯一有效证明，不再单独发放《电影技术合格证》。在进行电影完成片审查时，只审一个主要发行版，其他发行版本的质量由出品单位、发行单位或其他版权主体负责。